# Domenico Natale Sarro
Domenico Natale Sarro, také Sarri nebo Sarra, (24. prosince 1679 Trani – 26. dubna 1744 Neapol) byl italský hudební skladatel.

## Život
Narodil se v Trani, italském městě v Apulii. V sedmi letech přišel do Neapole a studoval na konzervatoři Conservatorio Sant'Onofrio a již v Neapoli zůstal.
Jeho první známá skladba je oratorium L'Opera d'Amore, které bylo provedeno v roce 1702. V roce 1703 se zúčastnil veřejného výběrového řízení na pozici maestro di cappella u neapolského královského dvora. Jeho konkurenty v soutěži byli Gaetano Veneziano, Cristofaro Caresana a Francesco Mancini. Maestrem se nakonec stal Veneziano, ale Sarro byl jmenován jeho zástupcem. Oba však o své zaměstnání přišli v roce 1707, poté, co ve válce o španělské dědictví rakouská vojska dobyla Neapol.
Vrcholem Sarrovy kariéry byla léta 1718–1725, kdy vytvořil svá nejvýznamnější díla a kdy prakticky ovládal neapolskou operní scénu, stejně jako před ním Alessandro Scarlatti. V roce 1725 se stal zástupcem dvorního kapelníka (prvním kapelníkem byl Francesco Mancini) a v roce 1728 se stal kapelníkem města Neapol po zemřelém Gaetanu Grecovi.
31. ledna 1732 byl slavnostně zahájen provoz divadla Argentina, jednoho z nejstarších divadel v Římě, uvedením Sarrovy opery Berenice. Po smrti Manciniho v roce 1737 se pak stal i prvním dvorním kapelníkem. Jedním z jeho úkolů byla kompozice opery pro otevření divadla Teatro San Carlo. Stala se jí opera Achille in sciro. Byla to však jeho předposlední opera. Ještě v roce 1741 uvedl operu Enzio, ale po této opeře již nevytvořil žádnou významnější skladbu.

## Dílo

### Opery (vesměs uvedené v Neapoli)
- Candaule re di lidia (1706)
- Le gare generose tra cesare e pompeo (1706)
- Il vespasiano (1707)
- Amore fra gli impossibili (1707)
- I gemelli rivali (1713)
- Il comando non inteso ed obbedito (1715);
- Ciro (1716)
- Armida al campo (1718)
- La fede ne' tradimenti (1718)
- Arsace (1718)
- Alessandro severo (1719)
- Ginevra, principessa di scozia (1720)
- Lucio vero (1722)
- Partenope (1722)
- Didone abbandonata (1724)
- Tito sempronio gracco (1725)
- Il valdemaro (1726)
- Siroe re di persia (1727)
- Artemisia (1731)
- Berenice (1732)
- Demofoonte (1735)
- Gli amanti generosi (1735)
- Alessandro nelle indie (1736)
- La rosaura (1736)
- Fingere per godere (1736)
- Achille in sciro (1737)
- Ezio (1741)

### Intermezza
- La calisto (1706)
- Barilotto (Benátky 1712)
- Batto e cintia (1713)
- Frullo e spilletta (1713)
- I gemelli rivali (1713)
- Eurillo e beltrammo (1722)
- Dorina e nibbio (1724)
- Moschetta e grullo (1727)
- La furba e lo sciocco (1731)

### Oratoria
- L'opera d'amore (1702)
- Partenope liberata per patrocinio della vergine addolorata (1704)
- Il fonte delle grazie (1706)
- Oratorio per la festività di. S. Gaetano (1712)
- Ester riparitrice (1724)
- S. Ermenegildo (Řím, 1725)
- La passione di gesù cristo signor nostro (Bologna, 1738)

### Serenády
- Amore eco e narcisso (1708)
- Giunone, imeneo e la notte (1709)
- Serenata a 3 voci per le nozze del principe d. O. Finto (1716)
- Rida il mar (1716)
- Serenata a 4 voci per il nome della Contessa Daun Viceregina (1718)
- Endimione (1721)
- Serenata per le nozze di filomarino principe della rocca (1721)
- Il florindo, favola boschereccia (1725)
- Le nozze di teti e peleo (1739)
- Serenata per la visita dell'ambasciatore ottomano (1741)
- Serenata per la nascita della principessa maria giuseppa di napoli.

### Kantáty
- La contessa di pallade e venere (1716)
- Il gran giorno d'arcadia (1716)
- La gara della virtù e della bellezza (1719)
- Scherzo festivo fra le ninfe di partenope (1720)